# Mongolia International 2023
Die Mongolia International 2023 im Badminton fanden vom 27. Juni bis zum 2. Juli 2023 in Ulaanbaatar statt.

## Sieger und Platzierte
| Disziplin    | Gold                           | Silber                                | Bronze                                   |
| ------------ | ------------------------------ | ------------------------------------- | ---------------------------------------- |
| Herreneinzel | Chan Yin Chak                  | Daniil Dubovenko                      | Huang Yu                                 |
| Herreneinzel | Chan Yin Chak                  | Daniil Dubovenko                      | Shota Omoto                              |
| Dameneinzel  | Akari Kurihara                 | Lauren Lam                            | Kaoru Sugiyama                           |
| Dameneinzel  | Akari Kurihara                 | Lauren Lam                            | Wong Ling Ching                          |
| Herrendoppel | Low Hang Yee Ng Eng Cheong     | Chia Wei Jie Liew Xun                 | Shogo Ogawa Daisuke Sano                 |
| Herrendoppel | Low Hang Yee Ng Eng Cheong     | Chia Wei Jie Liew Xun                 | Pharanyu Kaosamaang Worrapol Thongsa-Nga |
| Damendoppel  | Lui Lok Lok Ng Wing Yung       | Setyana Mapasa Angela Yu              | Kaho Funahashi Moe Yamaguchi             |
| Damendoppel  | Lui Lok Lok Ng Wing Yung       | Setyana Mapasa Angela Yu              | Paula Lynn Cao Hok Lauren Lam            |
| Mixed        | Kenneth Choo Gronya Somerville | Tanakorn Meechai Fungfa Korpthammakit | Su Wei-cheng Su Xiao-ting                |
| Mixed        | Kenneth Choo Gronya Somerville | Tanakorn Meechai Fungfa Korpthammakit | Jack Yu Setyana Mapasa                   |